# Louis de La Haye-Saint-Hilaire
Louis de La Haye-Saint-Hilaire   (Saint-Hilaire-des-Landes, 12 de desembre de 1766 - Saint-Hilaire-des-Landes, 1838) provenia d'una família cavalleresca de Saint-Hilaire-des-Landes (Ille-et-Vilaine), ennoblida el 1393 pel duc Joan IV de Bretanya. El comte de Saint-Hilaire es va distingir durant el període revolucionari a les files de la Chouannerie Bretonne.

## Biografia
Louis-Joseph-Bénigne de la Haye, cavaller, comte de Saint-Hilaire, descendent de la família de La Haye-Saint-Hilaire, va néixer a La Haye-Saint-Hilaire el 12 de desembre de 1766 Es va formar a l'"Hôtel des Gentils homes" de Bretanya, fundat a Rennes per l'Abat de Kergos. Subtinent del regiment d'Infanteria Penthièvre el 23 d'agost de 1785, es va unir a la conspiració del marquès de La Rouërie i va organitzar amb Jean-Louis Gavard les primeres bandes de Chouans. Es va allistar el 1792 a l'Associació Bretona a Ille-i-Vilaine i va participar en les lluites contra les tropes republicanes com a coronel d'un regiment d'hússars de l'exèrcit catòlic i reial d'Ille-et-Vilaine.
Es va deixar en missió d'enllaç a Anglaterra a Gener de 1793, va ser enviat pels Prínceps a Vendée, es va unir a l'exèrcit de Vendée al pas del Loira el 18 d'octubre de 1793. Va ser ferit a la batalla de Savenay, (Loira-Atlàntic), mentre protegia la retirada, es va refugiar al bosc de Gâvre on es va recuperar. Del 1794 al 1795, va comandar la divisió reialista de La Guerche de Bretagne, composta per 500 homes i va participar en totes les batalles. El 1799 fou missatger dels prínceps dels departaments insurgents: fou pres pels blaus, però aconseguí fugir de la torre de Lébat que servia de presó a la ciutat de Neuve a Rennes. Va intentar arribar a Espanya a bord del corsari de Saint Malo "Le Furet", comandat per Pierre François Etienne Bouvet de Maisonneuve. Però s'intercepta el vaixell 26 de desembre de 1799 pels anglesos que al seu torn el fan presoner. Va ser intercanviat després de sis mesos de captivitat als pontons d'Anglaterra, per la intervenció d' Henri de Saint-Hilaire, el seu oncle, lloctinent general a Espanya. Després d'haver servit a Espanya sota les ordres del general de Saint-Hilaire, es retirà definitivament el 1801 al seu castell de La Haye Saint-Hilaire. Es va casar el 1816 amb Gillette-Marie Le Bouc. Li va donar un fill, Louis-Hyacinthe-François-Xavier, nascut el 24 d'abril de 1817, que serà el futur representant del "comte de Chambord" a Ille-et-Vilaine. Louis de La Haye-Saint-Hilaire va morir el dia 18 de gener de 1838.
El seu paper històric més conegut és que, el 1793, enviat pels prínceps, servís com a missatger del marquès del Dresnay, per informar a l'exèrcit catòlic i reial que es va impedir el desembarcament dels reforços dels emigrants de Jersey i Anglaterra a les costes franceses, perquè els britànics exigien que els vendeans havien ocupat anteriorment un port. Aquest enllaç, recolzat per missatges directament dels anglesos, es troba a l'origen del Gir de galerna l'exèrcit catòlic i reial de Vendée.

## Gir de galerna
Després de la Segona Batalla de Cholet, on els vendeans van patir una derrota, Octubre de 1793, Louis de La Haye Saint-Hilaire va venir de Jersey per transmetre un missatge dels prínceps que havien emigrat a Anglaterra: els anglesos van prometre desembarcar tropes de reforç, però amb la condició formal que els vendeans prenguessin un port marítim. Els generals van respondre favorablement a aquesta proposta i l'exèrcit catòlic i reial va creuar el Loira, en direcció al port de Granville: va ser l'inici del Gir de galerna.
L'atac es va iniciar 14 de novembre de 1793 a Granville resultà en un fracàs i els anglesos no hi són. Els Vendeans tornen a l'interior. La retirada dels reialistes va acabar amb una sèrie de derrotes i misèries per a les tropes de la Vendée, carregades d'una enorme cohort de ferits, vells, dones i nens. El Gir de galerna va acabar en el desastre de la batalla de Le Mans, el 12 de desembre de 1793.

## Escut i lema
La família de La Haye Saint-Hilaire porta plata, amb el lleó de sorra segons l'armorial de l'ANF i l'argent, amb el lleó de sorra armat i gules languides segons l'armorial de Hozier.

Armes de Hozier

Armes ANF

El seu lema és: Estalvia el petit i no tinguis por del gran (en llatí Parcere subjectis, debellare superbos).